# دبلیودبلیوئی فست‌لین
دبلیودبلیوئی فست لین یک رویداد غیر رایگان در کشتی حرفه ای (Pay-Per-View) و شبکه دبلیودبلیوئی است که توسط دبلیودبلیوئی، یک کمپانی کشتی حرفه‌ای مستقر در کانتیکت، تولید شده‌است. این رویداد در سال ۲۰۱۵ تأسیس شد و جایگزین الیمنیشن چیمبر در ماه فوریه تقویم رویدادهای غیر رایگان دبلیودبلیوئی شد. اتاق حذف در ماه مه همان سال برگردانده شد. نام این رویداد اشاره به موقعیت آن در «جاده به رسلمنیا» است که در یک دوره دوماهه بین رویال رامبل و رویداد شاخص دبلیو دبلیو ای (رسلمنیا) برگزار می‌شود.
از سال ۲۰۱۷، این رویداد به ماه مارس منتقل شد، که باعث شد اولین PPV غیر رسلمنیا دبلیو دبلیو ای در ماه مارس برگزار شود. با معرفی مجدد نام تجاری، فست لین در سال ۲۰۱۷ انحصاری راو و در ۲۰۱۸ انحصاری اسمک داون بود قبل از اینکه دبلیو دبلیو ای PPVهای منحصر به فرد برند را به دنبال رسلمانیا ۳۴ در آن سال قطع کند. این رویداد سالانه تولید می‌شد تا سال ۲۰۲۰ که فست لین از برنامه حذف شد تا دبلیو دبلیو ای بتواند سوپر شو داون آن سال را برگزار کند. با این حال، فست لین در سال ۲۰۲۱ احیا شد.